# Gare de Kontich-Lint
La gare de Kontich-Lint est une gare ferroviaire belge des lignes 25, de Bruxelles-Nord – Anvers (Y Luchtbal) et 27 de Bruxelles-Nord à Anvers-Central, située sur la commune belge de Kontich, dans la province d'Anvers en Région flamande.
Elle est mise en service en 1836 par les Chemins de fer de l’État belge, d’abord comme simple halte. Elle devient une gare durant la seconde moitié du XIXe siècle.

## Service des voyageurs

### Accueil
Gare SNCB, elle dispose d'un guichet et d'une salle d'attente les jours ouvrables. L'achat de titres de transports peut aussi s'effectuer avec un automate de vente.
À partir de mars 2021, les guichets ne seront plus ouverts les mardis et mercredis.

### Desserte
Kontich-Lint est desservie par des trains Suburbains (ligne S1 du RER bruxellois) de la SNCB circulant sur la ligne commerciale 25 (voir brochure SNCB).
Du lundi au samedi, la desserte comprend deux trains S1 par heure dans chaque sens, contre un seul le dimanche. Ils circulent d'Anvers-Central à Nivelles via Malines, Bruxelles-Nord, Bruxelles-Midi et Braine-l’Alleud.

### Intermodalité
Les autobus De Lijn desservent les abords de la gare.

## Comptage voyageurs
Ce graphique et tableau montre le nombre de voyageurs embarquant en moyenne durant la semaine, le samedi et le dimanche.
| Nombre de passagers qui embarquent à la gare de Kontich-Lint | Nombre de passagers qui embarquent à la gare de Kontich-Lint | Nombre de passagers qui embarquent à la gare de Kontich-Lint | Nombre de passagers qui embarquent à la gare de Kontich-Lint |
|                                                              | Semaine                                                      | Samedi                                                       | Dimanche                                                     |
| ------------------------------------------------------------ | ------------------------------------------------------------ | ------------------------------------------------------------ | ------------------------------------------------------------ |
| 1977                                                         | 1 664                                                        | 384                                                          | 303                                                          |
| 1978                                                         | 1 510                                                        | 375                                                          | 279                                                          |
| 1979                                                         | 1 394                                                        | 487                                                          | 301                                                          |
| 1980                                                         | 1 675                                                        | 469                                                          | 411                                                          |
| 1981                                                         | 1 495                                                        | 446                                                          | 302                                                          |
| 1982                                                         | 1 427                                                        | 409                                                          | 267                                                          |
| 1983                                                         | 1 411                                                        | 404                                                          | 217                                                          |
| 1984                                                         | 1 021                                                        | 303                                                          | 197                                                          |
| 1985                                                         | 1 147                                                        | 305                                                          | 403                                                          |
| 1986                                                         | 1 220                                                        | 288                                                          | 202                                                          |
| 1987                                                         | 1 172                                                        | 251                                                          | 210                                                          |
| 1988                                                         | 1 091                                                        | 321                                                          | 269                                                          |
| 1989                                                         | 1 276                                                        | 290                                                          | 207                                                          |
| 1990                                                         | 1 080                                                        | 264                                                          | 206                                                          |
| 1991                                                         | 1 125                                                        | 277                                                          | 213                                                          |
| 1992                                                         | 1 156                                                        | 285                                                          | 211                                                          |
| 1993                                                         | 1 106                                                        | 285                                                          | 191                                                          |
| 1994                                                         | 1 099                                                        | 274                                                          | 224                                                          |
| 1995                                                         | 1 016                                                        | 203                                                          | 168                                                          |
| 1996                                                         | 1 152                                                        | 332                                                          | 188                                                          |
| 1997                                                         | 1 077                                                        | -                                                            | -                                                            |
| 1998                                                         | 1 056                                                        | 310                                                          | 176                                                          |
| 1999                                                         | 1 131                                                        | 259                                                          | 244                                                          |
| 2000                                                         | 837                                                          | 220                                                          | 216                                                          |
| 2001                                                         | 1 125                                                        | 296                                                          | 248                                                          |
| 2002                                                         | 1 125                                                        | 279                                                          | 222                                                          |
| 2003                                                         | 1 122                                                        | 258                                                          | 221                                                          |
| 2004                                                         | 1 215                                                        | 398                                                          | 268                                                          |
| 2005                                                         | 1 203                                                        | 365                                                          | 258                                                          |
| 2006                                                         | 1 318                                                        | 396                                                          | 279                                                          |
| 2007                                                         | 1 207                                                        | 328                                                          | 300                                                          |
| 2008                                                         | -                                                            | -                                                            | -                                                            |
| 2009                                                         | 1 057                                                        | 182                                                          | 172                                                          |
| 2010                                                         | -                                                            | -                                                            | -                                                            |
| 2011                                                         | -                                                            | -                                                            | -                                                            |
| 2012                                                         | 926                                                          | 277                                                          | 312                                                          |
| 2013                                                         | 962                                                          | 286                                                          | 289                                                          |
| 2014                                                         | 952                                                          | 216                                                          | 280                                                          |
| 2015                                                         | 955                                                          | 254                                                          | 271                                                          |
| 2016                                                         | 954                                                          | 273                                                          | 177                                                          |
| 2017                                                         | 871                                                          | 353                                                          | 320                                                          |
| 2018                                                         | 939                                                          | 354                                                          | 360                                                          |
| 2019                                                         | 979                                                          | 275                                                          | 339                                                          |
| 2020                                                         | 540                                                          | 314                                                          | 146                                                          |
| 2021                                                         | -                                                            | -                                                            | -                                                            |
| 2022                                                         | 1 044                                                        | 507                                                          | 398                                                          |
| 2023                                                         | 931                                                          | 598                                                          | 424                                                          |
| 2024                                                         | 849                                                          | 479                                                          | 347                                                          |

## Galerie de photographies

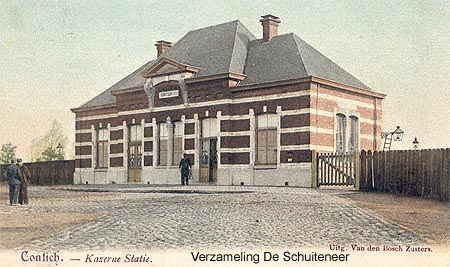
État d'origine du bâtiment des recettes.
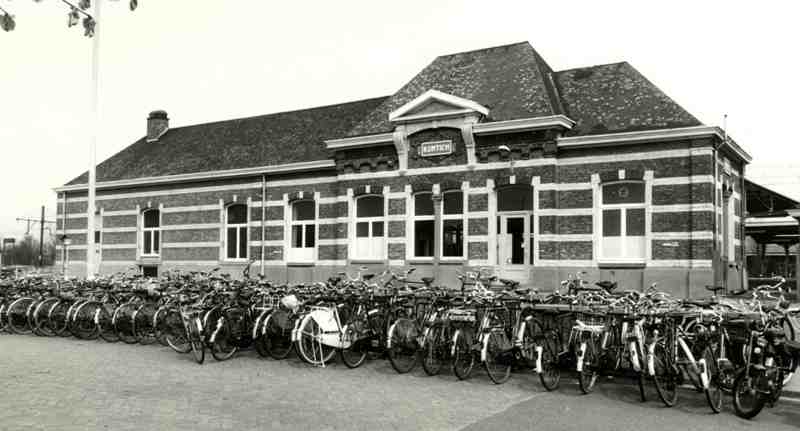
En 1985.
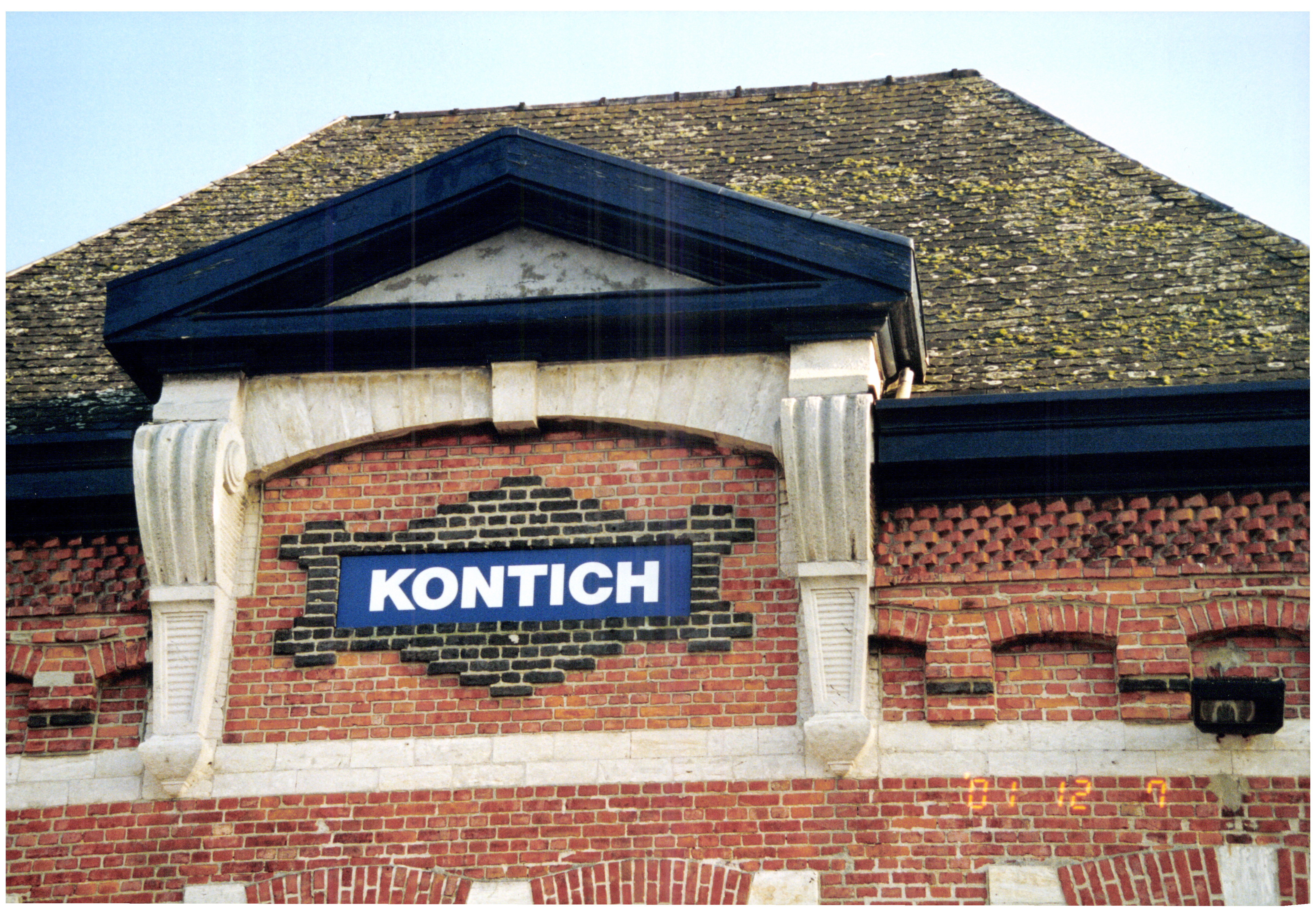
Fronton.
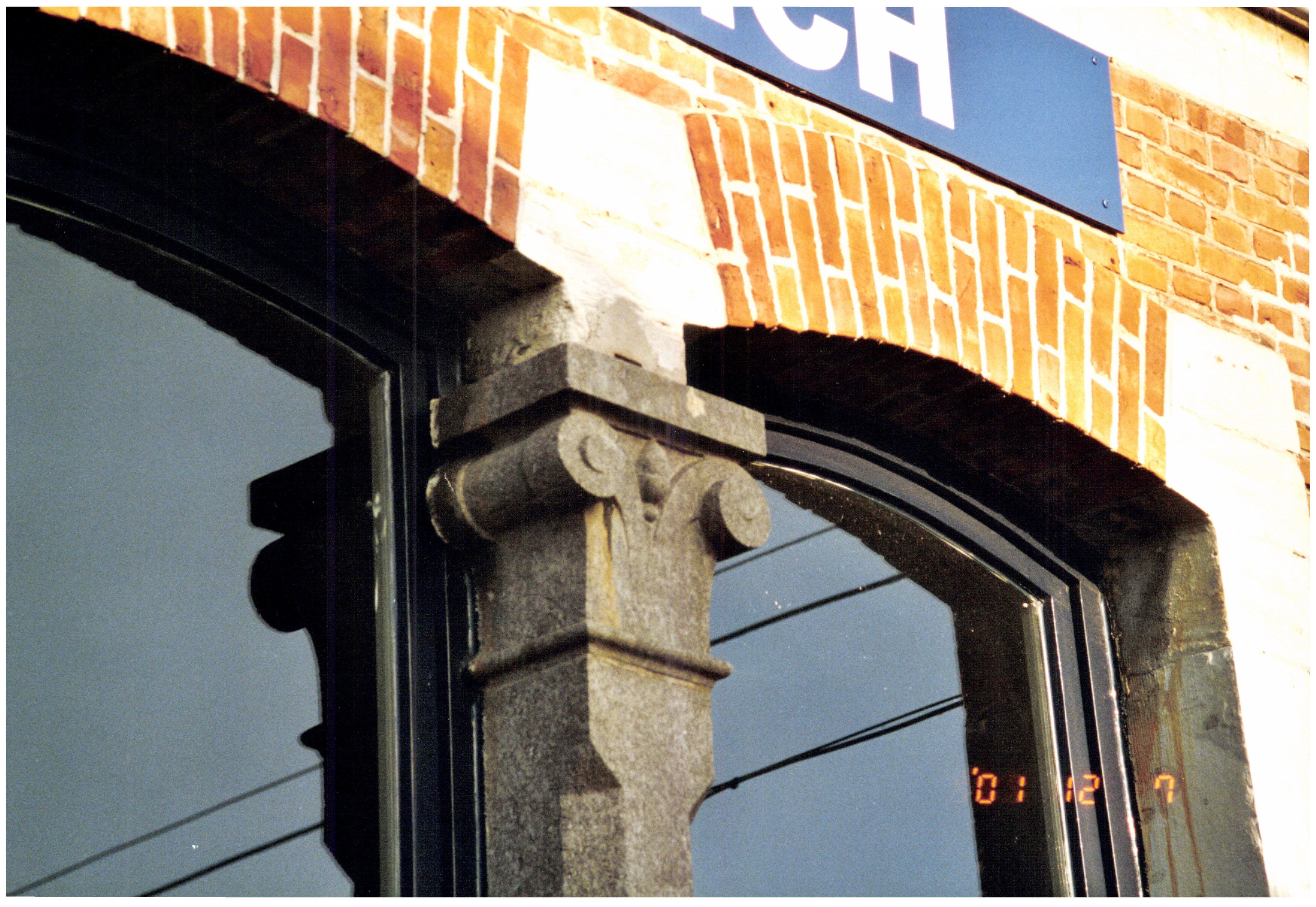
Colonnette.
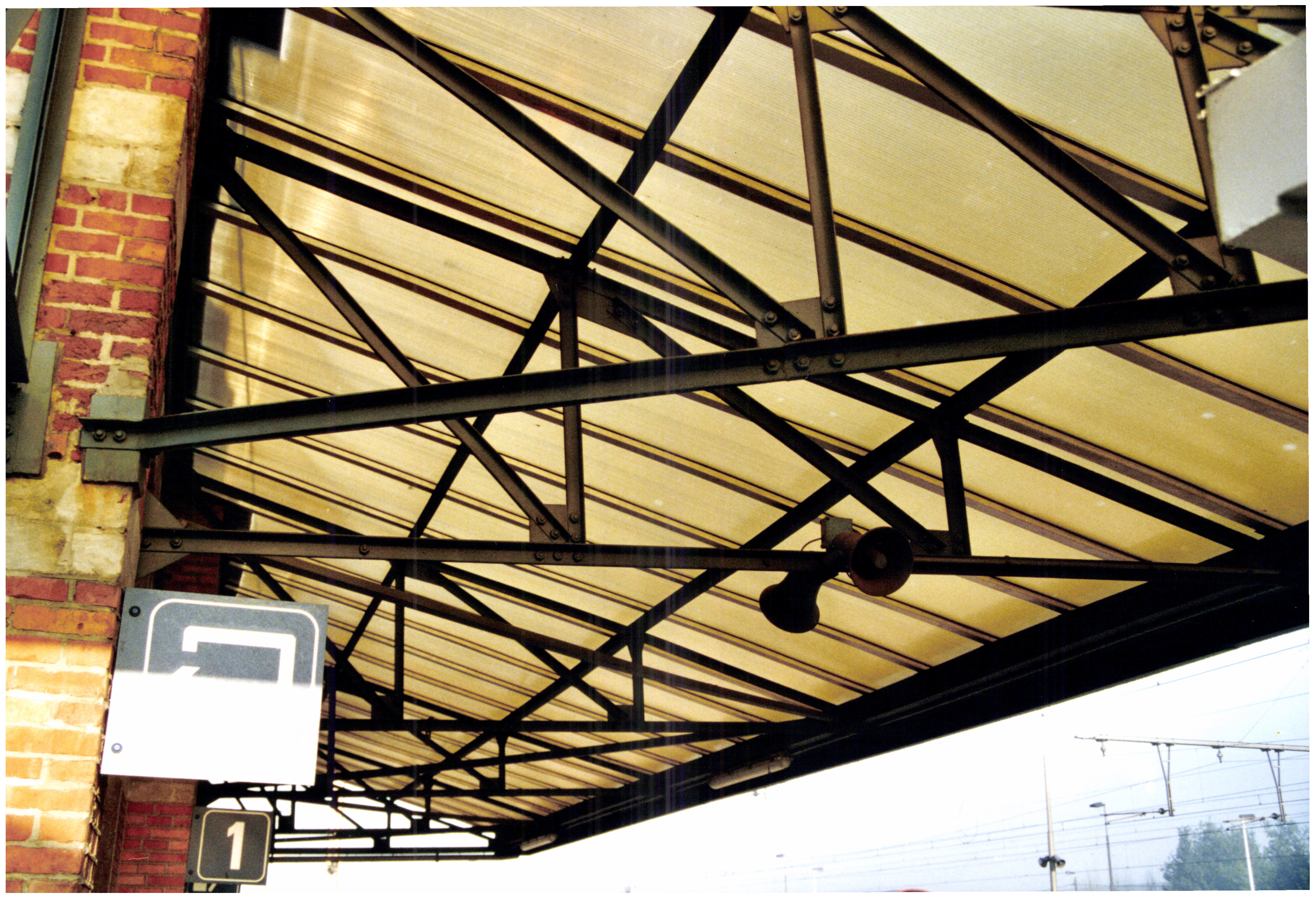
Marquise.
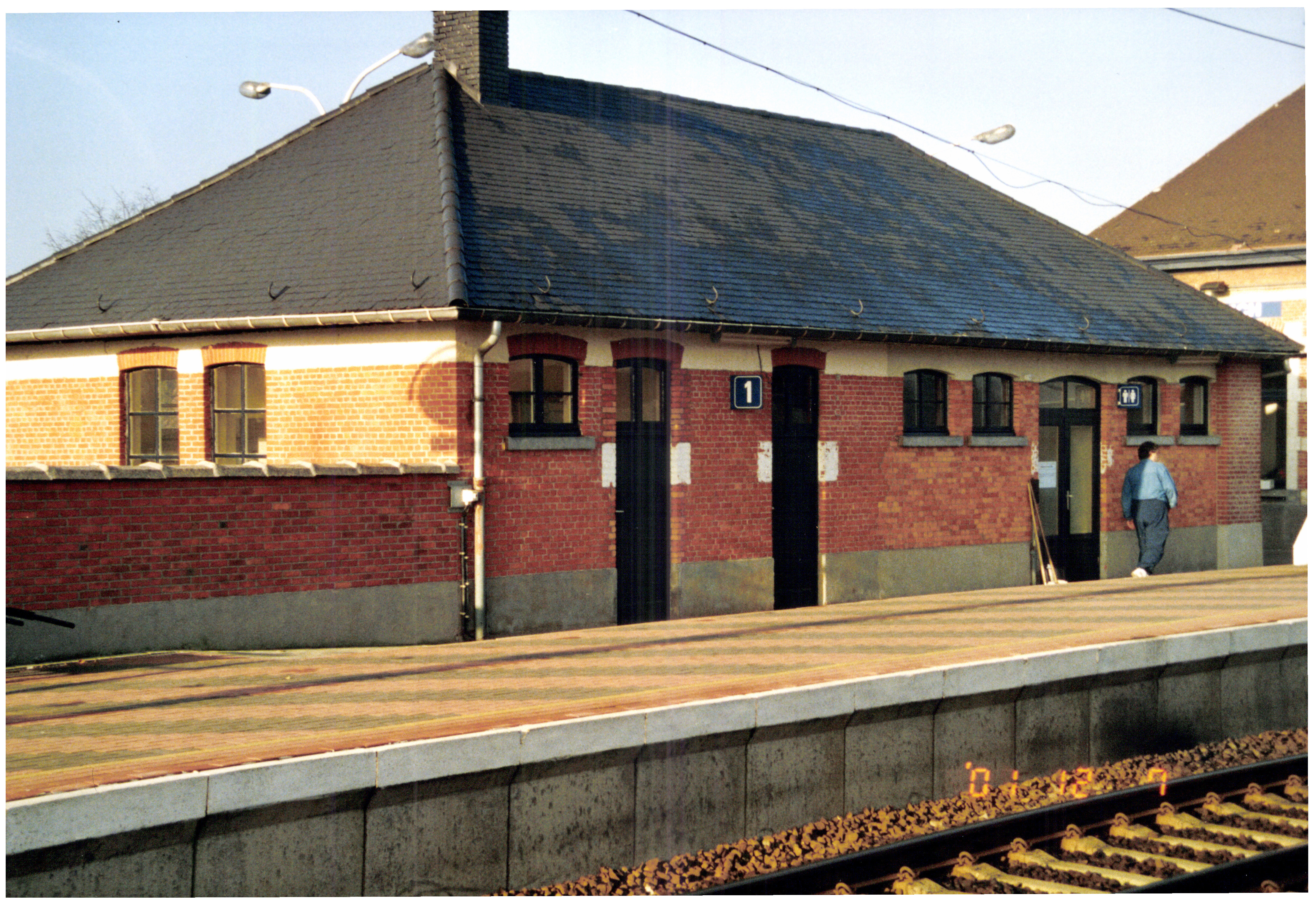
Annexe.